# Belagalu, Shimoga
Belagalu là một làng thuộc tehsil Shimoga, huyện Shimoga, bang Karnataka, Ấn Độ.